# 스타 트렉의 영화 목록
《스타 트렉 (영화 시리즈)》(Star Trek)는 《스타 트렉》를 첫 작품으로 하는 영화 시리즈이다.